# هارا توراتانه

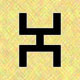
علامت خانوادگی

هارا توراتانه (به ژاپنی: 原 虎胤 Hara Toratane) دیو مینو  (鬼美濃 ) ؛(۱۴۹۷ – ۱۵۶۴) یک سامورایی در دوره سنگوکو و یکی از ۲۴ ژنرال تاکدا شینگن بود.